# Vito Dell'Aquila
Vito Dell'Aquila (Mesagne, 3 de noviembre de 2000) es un deportista italiano que compite en taekwondo.
Participó en los Juegos Olímpicos de Tokio 2020, obteniendo una medalla de oro en la categoría de –58 kg.
Ganó dos medallas en el Campeonato Mundial de Taekwondo, en los años 2017 y 2022, y tres medallas en el Campeonato Europeo de Taekwondo entre los años 2018 y 2024.

## Palmarés internacional
| Juegos Olímpicos   | Juegos Olímpicos         | Juegos Olímpicos  | Juegos Olímpicos |
| Año                | Lugar                    | Medalla           | Categoría        |
| ------------------ | ------------------------ | ----------------- | ---------------- |
| 2020               | Tokio (Japón)            | Medalla de oro    | –58 kg           |
| Campeonato Mundial |                          |                   |                  |
| Año                | Lugar                    | Medalla           | Categoría        |
| 2017               | Muju (Corea del Sur)     | Medalla de bronce | –54 kg           |
| 2022               | Guadalajara (México)     | Medalla de oro    | –58 kg           |
| Campeonato Europeo |                          |                   |                  |
| Año                | Lugar                    | Medalla           | Categoría        |
| 2018               | Kazán (Rusia)            | Medalla de bronce | –54 kg           |
| 2022               | Mánchester (Reino Unido) | Medalla de bronce | –58 kg           |
| 2024               | Belgrado (Serbia)        | Medalla de oro    | –58 kg           |